# Else Marie Pade
Else Marie Pade (2 de diciembre de 1924, Aarhus, Dinamarca - 18 de enero de 2016) fue una compositora de música electrónica. Participó activamente en el movimiento de resistencia durante la Segunda Guerra Mundial.

## Biografía
Nació el 2 de diciembre de 1924 en Aarhus, Dinamarca, hija de Hans Christian Jensen (1888-1952) y Nicoline Haffner (1892-1967). Durante su infancia Else Marie Pade frecuentemente enfermaba de pielonefritis que le traía dolores de garganta, por lo que a menudo debía reposar en cama. Como su madre había perdido a su primer hijo, ella fue muy quisquillosa con Else Marie, quien constantemente tenía que guardar cama. Aquí ella escuchó los sonidos del mundo exterior y creó "imágenes auditivas" más allá de los sonidos. Estos sonidos, sonidos reales, se convirtieron en la base para sus trabajos musicales específicos.
Durante la Segunda Guerra Mundial ayudó a distribuir periódicos ilegales, aprendió a utilizar armas y armar explosivos como método de resistencia al nazismo. Fue prisionera después de ser arrestada por la Gestapo.
Terminada la guerra se convirtió en la primera compositora de música electrónica danesa en 1954, al final de la guerra. Ella se convirtió en una compositora de música electrónica por necesidad, ya que tras su presidio no pudo volver a tocar el piano. Su trabajo incluye composiciones que se hicieron a partir de grabaciones registradas en un parque de atracciones, una obra inspirada en el planetario, así como música para un ballet, entre otras muchas cosas. Su larga carrera fue documentada en una reedición de 2015 llamada Electronic Works 1958-1995. Había declarado poco tiempo antes de su muerte que aún tenía intenciones de componer más música a los 89 años, mientras residía en un hogar de vida asistida.

## Vida privada
Se casó y tuvo dos hijos Jørgen Morten (1947) y Christian Mikkel (1950). Su matrimonio se disolvió en 1960.